# Dvokolesnik
Dvokolesnik je prevozno sredstvo na dveh kolesih.

## Zgodovina
Dvokolesnik lahkó predstavlja láhko enoosno, po navadi konjsko vprego, ki ji lahko rečemo tudi dvokolnica. Dvokolnico, ki jo vleče človek, po različnih pokrajinah imenujejo še ciza, šajtrga, kula, kola, voziček, vozek, prvotna na okovanih lesenih kolesih, kasneje tudi na zračnicah. Posebna oblika dvokolesnika namenjenega prevozu ljudi, ki ga vleče človek je rikša, razširjena predvsem v Aziji in Afriki, vendar z motorizacijo njena uporaba upada, ter tako skupaj z drugimi dvokolesnimi vpregami služi vedno bolj le za turistične in ljubiteljske namene.

## Elektrifikacija
Dvokolesnik danes večinoma predstavlja prevozno sredstvo, z dvema kolesoma na eni osi za razliko od dvokolesa, kjer sta kolesi enosledni. Priprava ima lasten pogon, po navadi električen, ter s sistemom tipal in elektronike omogoča samoravnotežnost. Naprave se upravlja in krmili z nagibanjem. Na podoben način se upravljajo tudi enokolesniki.
Na trgu obstajo različne izvedbe. Leta 1999 je podjetne Segway vložilo patent za svoje vozilo, ki je bil odobren oktobra 2001. Vozilo je zasnovano kot nizka ploščad s pedali med dvema kolesoma in krmilom s prikazovalnikom. Podjetju je sledilo še več podobnih produktov npr. Ninebot Arhivirano 2016-05-08 na Wayback Machine., ki ponuja med drugim različico z mednožnikom - krmilno palico, ki sega le do kolen.
Obstajajo tudi dvokolesniki brez krmil, sestavljenih iz dveh polovic, ki se med seboj neodvisno nagibata naprej in nazaj ter tako omogočata upravljanje dovokolesnika. V letu 2015 smo bili priča velikemu zanimanju za električne dvokolesnike, proizvajalci pa jih ponujajo pod različnim tržnimi imeni: Airboard, Cyboard, Esway, Future Foot, Hovertrax, IO Hawk, Oxboard, Phunkee Duck, Soar Board in Swagway.